# Muzeum Teatralne w Warszawie
Muzeum Teatralne w Warszawie – centralne muzeum teatralne w Polsce, gromadzące zbiory związane z historią teatru polskiego, jak i teatrów zagranicznych.

## Opis
W latach 1957–1966 działało jako oddział Muzeum Historycznego m.st. Warszawy. Od 1965 działa w gmachu i w strukturze Teatru Wielkiego, we wnętrzach zaprojektowanych przez Mieczysława Pipreka. Współzałożycielką muzeum była Ewa Jeglińska. Muzeum prowadzi działalność związaną z gromadzeniem i opracowywaniem zbiorów, działalność wystawienniczą oraz edukacyjną. Kolekcja muzeum składa się z kilkudziesięciu tysięcy obiektów (zarówno muzealia, jak i archiwalia) i dzieli się na szereg działów: rzeźba, malarstwo, rysunek i grafika, pamiątki (związane z wybitnymi ludźmi teatru), projekty scenograficzne, kostiumy, fotografie, płyty, rękopisy i dokumenty, afisze, programy, druki zwarte, druki ciągłe, nuty, negatywy. W muzeum wydzielono także kilka archiwów tematycznych: Archiwum Teatru Polskiego, Leona Schillera, Juliusza Osterwy, Jacka Woszczerowicza, Tadeusza Łomnickiego i Archiwum Teatru STS.
Z muzeum byli związani historycy teatru, m.in. Janina Pudełek, Edward Krasiński, Jarosław Komorowski i Patryk Kencki.

## Kierownicy
- Eugeniusz Szwankowski
- Józef Szczublewski
- Ewa Makomaska-Moser
- Henryk Izydor Rogacki
- Marek Kwiatkowski
- Andrzej Kruczyński
- Monika Chudzikowska